# Krzyżanowice (Gorzów Śląski)
Krzyżanowice (deutsch Krysanowitz, auch Krzyzanowitz, 1936–1945 Kreuzhütte) ist eine Ortschaft in Oberschlesien. Der Ort liegt in der Gmina Gorzów Śląski (Landsberg O.S.) im Powiat Oleski (Kreis Rosenberg) der Woiwodschaft Oppeln in Polen.

## Geographie

### Geographische Lage
Das Straßendorf Krzyżanowice liegt sechs Kilometer nördlich vom Gemeindesitz Gorzów Śląski (Landsberg O.S.), 32 Kilometer nördlich der Kreisstadt Olesno (Rosenberg) und rund 70 Kilometer nordöstlich der Woiwodschaftshauptstadt Opole (Oppeln). Der Ort liegt in der Wyżyna Woźnicko-Wieluńska (Woischnik-Wieluń Hochland) innerhalb der Próg Woźnicki (Woischniker Schwelle) hin zur Obniżenie Liswarty (Lisswarther Senke). Der Ort liegt am linken Ufer der Prosna, ein linker Nebenfluss der Warthe. Die Prosna bildete bis 1945 die Grenze zwischen Deutschland und Polen.

### Nachbarorte
Nachbarorte von Krzyżanowice sind im Nordwesten Zdziechowice (Seichwitz), im Nordosten Przedmość, im Südwesten Praszka und im Südwesten Nowa Wieś Oleska (Neudorf).

## Geschichte
Nach dem Ersten Schlesischen Krieg 1742 fiel Krysanowitz mit dem größten Teil Schlesiens an Preußen.
Nach der Neuorganisation der Provinz Schlesien gehörte die Landgemeinde Krysanowitz ab 1816 zum Landkreis Rosenberg O.S. im Regierungsbezirk Oppeln. 1845 bestanden im Dorf ein Schloss, ein Vorwerk mit Schäferei, eine katholische Schule, eine Brennerei, eine Brauerei und 25 Häuser. Im gleichen Jahr lebten in Krysanowitz 322 Menschen, davon 86 evangelisch und acht jüdisch. 1861 zählte der Ort 12 Gärtner und zwei Häusler. 1874 wird der Amtsbezirk Krzyzanzowitz gegründet. Erster Amtsvorsteher war der Rentmeister Andreas.
Bei der Volksabstimmung in Oberschlesien am 20. März 1921 stimmten 213 Wahlberechtigte für einen Verbleib bei Deutschland und 14 für Polen. Busow verblieb beim Deutschen Reich. 1925 lebten 364 Menschen im Ort, 1933 wiederum 482 Menschen. Am 27. April 1936 wurde der Ort in Kreuzhütte umbenannt. Am 1. April 1939 wurden die Gemeinden Gohle, Kreuzhütte und Neudorf zur Gemeinde Neudorf zusammengeschlossen. Bis 1945 befand sich der Ort im Landkreis Rosenberg O.S.
1945 kam der bisher deutsche Ort unter polnische Verwaltung, wurde der Woiwodschaft Schlesien angeschlossen und in Krzyżanowice umbenannt. 1950 kam der Ort zur Woiwodschaft Oppeln und 1975 zur Woiwodschaft Tschenstochau. 1999 kam der Ort zum wiedergegründeten Powiat Oleski und wieder zur Woiwodschaft Oppeln.

## Sehenswürdigkeiten
- Das Rittergut Krysanowitz wurde in der zweiten Hälfte des 19. Jahrhunderts im Auftrag der Familie Gallinek errichtet. Nach dem Zweiten Weltkrieg wurde das Herrenhaus zu einem Wohnhaus umgebaut.[7]